# Stazione di Varese
La stazione di Varese è una delle tre stazioni ferroviarie a servizio dell'omonima città italiana.
Situata a ridosso del centro cittadino, in Piazzale Trieste, è capolinea delle linee ferroviarie provenienti da Gallarate, Porto Ceresio e Mendrisio.
Unica stazione varesina gestita da RFI, essa è pertanto denominata anche Varese FS, al fine di non confonderla con l'omonima stazione ferroviaria gestita da Ferrovienord.

## Storia
La stazione fu inaugurata il 26 settembre 1865, contestualmente all'inaugurazione della ferrovia Varese-Gallarate (con prosecuzione verso Milano), parte della Rete Mediterranea.
Rimase stazione di testa fino al 1894, allorché venne attivato il prolungamento della strada ferrata per Porto Ceresio, rendendo i binari passanti.
Dal 1906 il piazzale antistante fu occupato da una stazione d'interscambio delle tranvie zonali varesine, gestite dalla Società Varesina per Imprese Elettriche (SVIE); segnatamente la tranvia Varese-Angera (attiva fra il 1914 e il 1940), le varie relazioni della rete tranviaria di Varese e la ferrovia della Valganna. Il servizio cessò definitivamente nel 1953 e il sedime fu disarmato nel 1955: sono invece stati preservati gli edifici di servizio, adibiti ad altri usi.

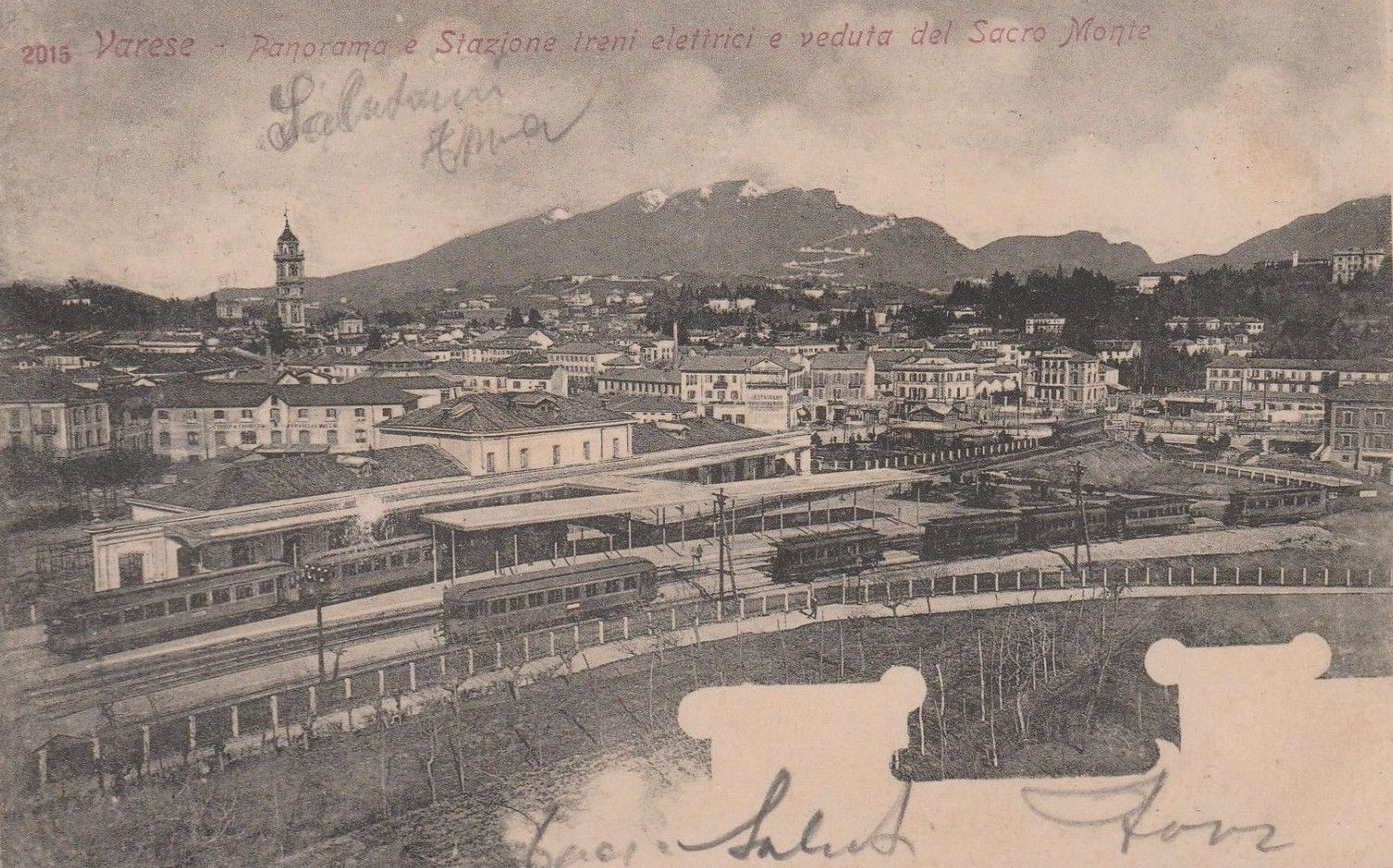
Vista sulla stazione negli anni dell'esercizio a terza rotaia (tra il 1902 e il 1945): in posizione centrale è riconoscibile il binario di raccordo con la stazione di Varese Nord.

Nel 1885, allorché venne attivata nelle vicinanze la stazione FNM, i rispettivi sedimi vennero uniti mediante un prolungamento dei primi due binari (i più prossimi al fabbricato viaggiatori), i quali vennero fatti proseguire lungo una rampa curvilinea in discesa, che andava a innestarsi sul tracciato della "Nord". Tale bretella fu poi smantellata nel 1965: la rampa di raccordo fu demolita e i due binari tornarono ad essere tronchi.
Nel 1905, a seguito della nazionalizzazione delle ferrovie italiane, l'esercizio della stazione passò provvisoriamente alle Ferrovie dello Stato; il 1º aprile 1908 la gerenza tornò tuttavia alla Rete Mediterranea, che gestì le linee di competenza con materiale noleggiato dalle FS fino al 1º gennaio 1918, allorché l'esercizio passò definitivamente alla mano pubblica. Nel 2001, a seguito della riorganizzazione delle ferrovie nazionali italiane, la gestione passò a RFI, società controllata dalle F.S.
A partire dal 13 dicembre 2009, a seguito della chiusura all'esercizio della linea per Porto Ceresio (onde consentirne la ristrutturazione e la costruzione della nuova ferrovia Mendrisio-Varese), la stazione si è trovata a essere de facto nuovamente di testa. Lo schema passante è tornato in uso nel gennaio 2018, allorché il sistema delle due predette linee è entrato in esercizio.
In vista di quest'ultima circostanza e dell'intenzione del Comune di Varese di procedere alla generale riqualificazione della zona tra piazzale Trento e piazzale Trieste (cosiddetto Progetto Stazioni), l'impianto è stato fatto oggetto di un intervento di potenziamento del fascio binari, ampliamento delle banchine (che vengono progressivamente ripavimentate, dotate di percorsi-guida LOGES per i non vedenti e – laddove possibile – rialzate a 55 cm, onde essere livellate alla soglia dei treni), aggiunta di ascensori d'accesso al sottopasso pedonale (che viene ri-scavato a una profondità maggiore), abbattimento delle barriere architettoniche all'ingresso e generale riqualificazione e riarredo di interni ed esterni.

## Strutture e impianti
La stazione, sempre presenziata da dirigente movimento, vanta un patrimonio edilizio comprendente un fabbricato viaggiatori in muratura composto da un corpo centrale a due piani (ospitante al pianterreno biglietteria, sale d'aspetto e locali tecnici principali, al secondo piano alloggi a beneficio del personale ferroviario, successivamente dismessi) e due ali laterali a solo pianterreno che accolgono il presidio della polizia ferroviaria, bar e i servizi igienici. L'accesso dei passeggeri è possibile solo tramite detto fabbricato.
Il sedime passeggeri consta di 6 binari, equamente divisi tra tronchi e passanti; un sistema di pensiline copre parzialmente le banchine più prossime al fabbricato viaggiatori. I marciapiedi sono collegati tra loro da un sottopassaggio pedonale.
Il patrimonio edilizio è completato da un magazzino merci, inutilizzato dagli anni 90 che disponeva di un proprio fascio di binari. Cessato il servizio, gran parte del medesimo è stato disarmato, asfaltato e trasformato in un parcheggio a pagamento per automezzi privati.
Nei pressi della stazione si trovano ulteriori binari tronchi, atti alla sosta dei treni non in servizio, nonché per il ricovero di carri merci e/o di mezzi di servizio impiegati per la manutenzione delle infrastrutture.

## Movimento
La stazione è capolinea occidentale della linea S5 Treviglio-Milano-Varese del servizio ferroviario suburbano di Milano, a cadenzamento semiorario; fanno eccezione le ultime corse giornaliere operate dalle ore 23 a termine servizio, limitate a Gallarate ed in coincidenza con autobus sostitutivi di collegamento con Varese. La linea è gestita da un'associazione temporanea di imprese formata da Trenord ed ATM.
Dal 7 gennaio 2018 la stazione è servita dal lunedì al sabato (dalle 05.30 alle 20.30) dalla linea S50 da e per Bellinzona, e per tutta la settimana (dalle 05.00 alle 24.00) dalla linea S40 da e per Como, che percorre un tratto in territorio svizzero compreso tra due tratti in territorio italiano. Entrambe le relazioni operano con cadenzamento orario impegnando l'interscambio di Mendrisio e fanno parte della rete celere del Canton Ticino, gestita da TILO. A decorrere da giugno 2018 una corsa su due della S40 viene prolungata da Varese a Malpensa Aeroporto Terminal 2.
Sempre dal gennaio 2018, vi fermano quotidianamente 34 treni RegioExpress eserciti da Trenord a cadenzamento orario sulla tratta tra Milano Porta Garibaldi e Porto Ceresio; dal 13 dicembre 2009 al 7 gennaio 2018, essendo interessata dai lavori per la costruzione del tronco tra Arcisate e Stabio, la ferrovia tra Varese e Porto Ceresio è stata chiusa al traffico, pertanto i treni sono stati svolti solamente tra Milano e Varese e sostituiti nella tratta restante da autobus, che effettuavano capolinea nel piazzale della stazione varesina.
A seguito del cambio d'orario del 9 giugno 2019 la linea S50 è stata prolungata a Malpensa Aeroporto e resa operativa tutta la settimana, mentre la S40 è stata ridotta ai soli giorni feriali e accorciata alla sola tratta Como-Varese.
Per questo impianto transitano ogni giorno circa 23.000 persone, per un totale di circa 8.500.000 viaggiatori annui.

## Interscambi
La stazione è situata a qualche centinaio di metri dal centro cittadino (dove transitano le linee automobilistiche urbane), da Piazzale Kennedy (sede dell'autostazione di riferimento per le linee automobilistiche interurbane) e dalla stazione Ferrovienord.

## Servizi
La stazione è classificata da RFI nella categoria Gold, mentre l'area commerciale dispone di:
- Bar
- Biglietteria a sportello
- Biglietteria automatica
- Posto di Polizia ferroviaria
- Sala d'attesa
- Servizi igienici